# مرقد هارون الكاظم
مرقد هارون (بالفارسية: امامزاده هارون) هو مرقد شيعي تاريخي يعود إلى السلالة الصفوية، ويقع في مقاطعة طالقان.